# James Hector
James Hector (Edimburgo, 16 de marzo de 1834 - Lower Hutt, Wellington, 6 de noviembre de 1907) fue un geólogo, naturalista, y cirujano escocés, graduado en Medicina en la Universidad de Edimburgo. Participó en la Expedición Palliser (1857-1860) y culminó su carrera como científico al servicio del gobierno en Nueva Zelanda.

## Expedición Palliser

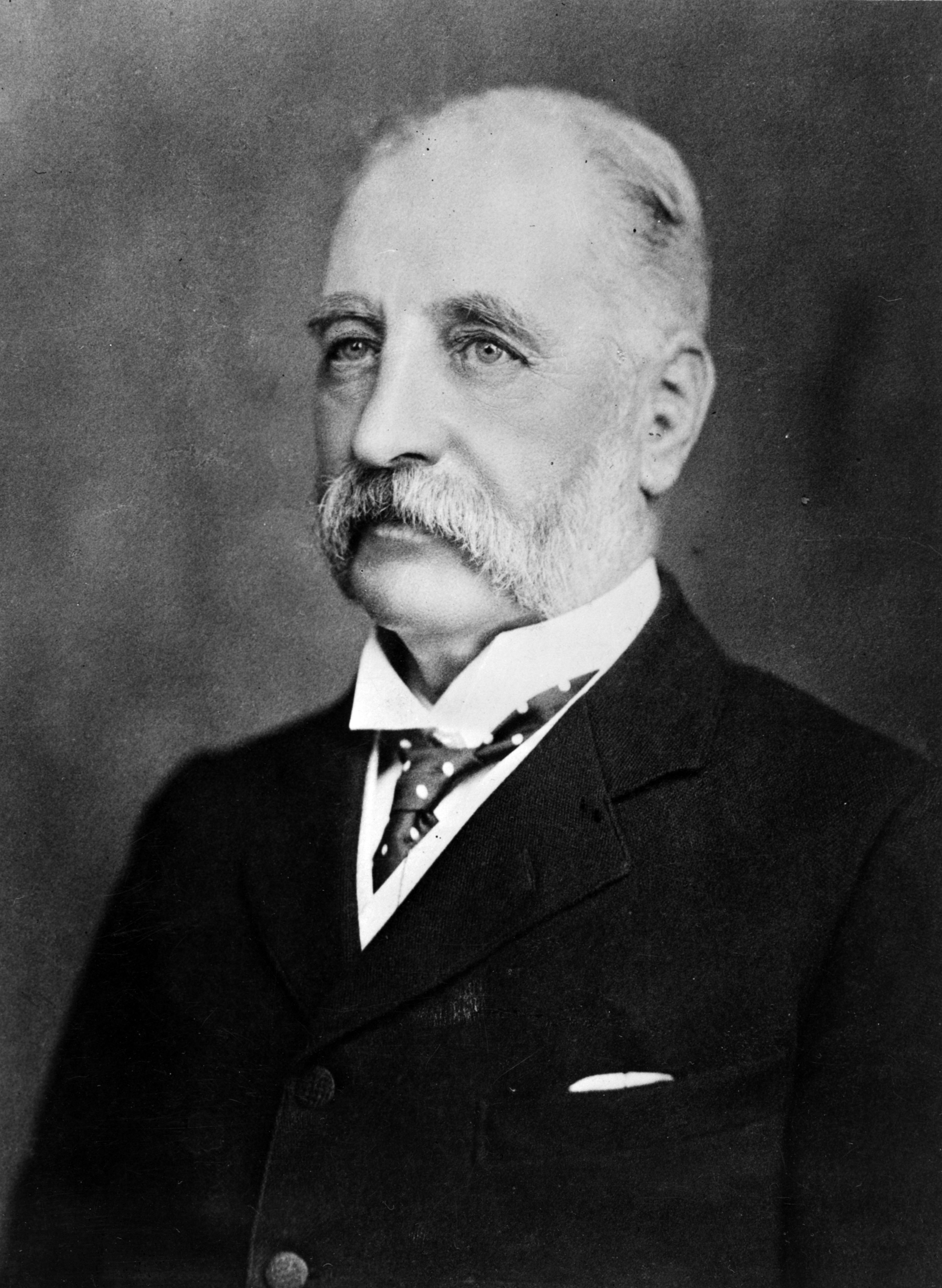
James Hector, ca. 1900

Poco después de graduarse como médico, por recomendación de sir Roderick Murchison —director general del Servicio Geológico Británico— Hector se vinculó como geólogo de la Expedición Palliser, dirigida por John Palliser. El objetivo de la expedición fue explorar nuevas rutas del ferrocarril en la actual Canadá, conocida por entonces como Norteamérica británica y recolectar nuevas especies de plantas. En 1858, durante la expedición, Hector sufrió un accidente y su caballo lo pateó, dejándolo inconsciente, de manera que estuvo a punto de ser sepultado por sus compañeros antes de que diera nuevamente muestras de vida y recuperara el conocimiento. En honor de Hector han sido nombrados en Canadá un monte en el parque nacional Banff, un lago y un glacial.

## Nueva Zelanda
De regreso en Gran Bretaña, nuevamente por recomendación de su amigo Roderick Murchison fue enviado a Nueva Zelanda. En 1862 arribó a Dunedin para dirigir por tres años el Servicio Geológico en Otago. Hector a través de la Isla Sur de Nueva Zelandia, para evaluar la potencial localización y exploración de minerales útiles. También reunió aun equipo de media docena de hombres para ayudar en tareas como la recolección de fósiles, análisis químicos y la descripción botánica y zoológica de especies.
En 1865 se le encomendó fundar el Servicio Geológico de Nueva Zelanda y se trasladó a Wellington, para supervisar la construcción del Museo Colonial, donde funcionarían las oficinas del Servicio. Hector asesoró al gobierno sobre cuestiones tan diversas como la exportación de lana al Japón y el mejoramiento de la producción de fibras de lino en Nueva Zelanda. En 1868 se casó con Maria Georgiana Monro, hija del portavoz de la Cámara de Representantes.
Hector dirigió durante 35 años la primera sociedad científica neozelandesa, el Instituto Nueva Zelanda y desde 1885 fue Canciller de la Universidad de Nueva Zelanda. Controlaba prácticamente todas las cuestiones científicas financiadas por el Estado. Tuvo cercanas y en ocasiones tensas relaciones con otros hombres de la ciencia, en particular, Julius von Haast o Elsdon Mejor. Al final de su carrera, fue criticado por no adquirir artefactos de la cultura maorí para el Museo Colonial y por no defender adecuadamente sus departamentos de los recortes de financiación del Gobierno liberal. Héctor se retiró en 1903, después de cuatro décadas de actividad científica organizada en Nueva Zelanda.

## Honores

### Eponimia
- Medalla Hector
- Monte Hector, sur de Tararua Range, Nueva Zelanda
- Monte Hector, Alberta, Canadá
- Glaciar Hector

Especies
- delfín de Hector, Cephalorhynchus hectori[2]
- La abreviatura «Hector» se emplea para indicar a James Hector como autoridad en la descripción y clasificación científica de los vegetales.[3]

## Abreviatura (zoología)
La abreviatura Hector  se emplea para indicar a James Hector como autoridad en la descripción y taxonomía en zoología.